# 方丹拉瓦加讷
方丹拉瓦加讷（法語：Fontaine-Lavaganne，法語發音：[fɔ̃tɛn lavaɡan]）是法国瓦兹省的一个市镇，属于博韦区。

## 地理
方丹拉瓦加讷（49°35'54"N, 1°57'17"E）面积6.76 平方千米，位于法国上法蘭西大區瓦兹省，该省份为法国北部内陆省份，北起索姆省，西接厄尔省和滨海塞纳省，南至塞纳-马恩省和瓦兹河谷省，东临埃纳省。
与方丹拉瓦加讷接壤的市镇（或旧市镇、城区）包括：戈德沙尔、马赛昂博韦西、罗图瓦、鲁瓦布瓦西、圣莫尔。

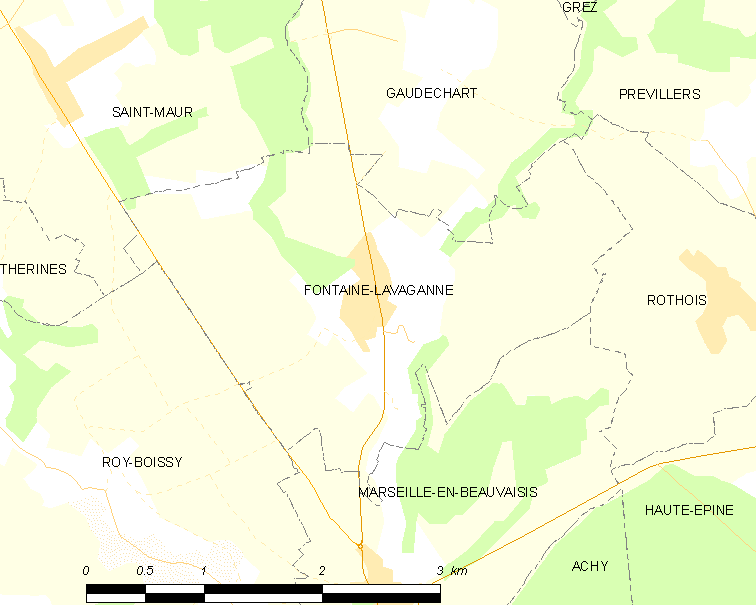
方丹拉瓦加讷的OSM定位图

方丹拉瓦加讷的时区为UTC+01:00、UTC+02:00（夏令时）。

## 行政
方丹拉瓦加讷的邮政编码为60690，INSEE市镇编码为60242。

## 政治
方丹拉瓦加讷所属的省级选区为格朗维利耶县。

## 人口

1962-2008年间方丹拉瓦加讷人口变化图示

方丹拉瓦加讷于2022年1月1日时的人口数量为503人。